# أنطونيو أماتو
أنطونيو أماتو (بالإيطالية: Antonio Amato)‏ هو مجدف إيطالي، ولد في 11 نوفمبر 1934 في إيسولا تريميتي في إيطاليا.

## وصلات خارجية
- أنطونيو أماتو على موقع الاتحاد الدولي للتجديف (الإنجليزية)
- أنطونيو أماتو على موقع اللجنة الأولمبية الدولية (الإنجليزية)
- أنطونيو أماتو على موقع أوليمبيديا (الإنجليزية)